# Masi (Noruega)
Masi (noruego), Máze (sami septentrional) o Maasi (finlandés) es una localidad en el municipio de Kautokeino, provincia de Finnmark, Noruega. La localidad se extiende a lo lardo del río de Alta, a unos 60 km de la ciudad de Alta y a unos 60 km más al norte de la ciudad de Kautokeino. Está poblada mayoritariamente por samis, por lo que admite las denominaciones de "Máze" y "Masi", ambas oficiales.
Desde el siglo XVII, el edificio más representativo fue la iglesia Masi. Sin embargo, el edificio actual de la iglesia fue construido tras la Segunda Guerra Mundial para sustituir a la antigua iglesia, que las tropas nazis habían quemado.
Durante la década de 1970 y principios de 1980, el gobierno noruego estudió la construcción de una represa en el río de Alta para generación de energía hidroeléctrica, aunque el pueblo se vería inundado en parte. El proyecto causó honda controversia.